# Політехнічний інститут і університет штату Вірджинія

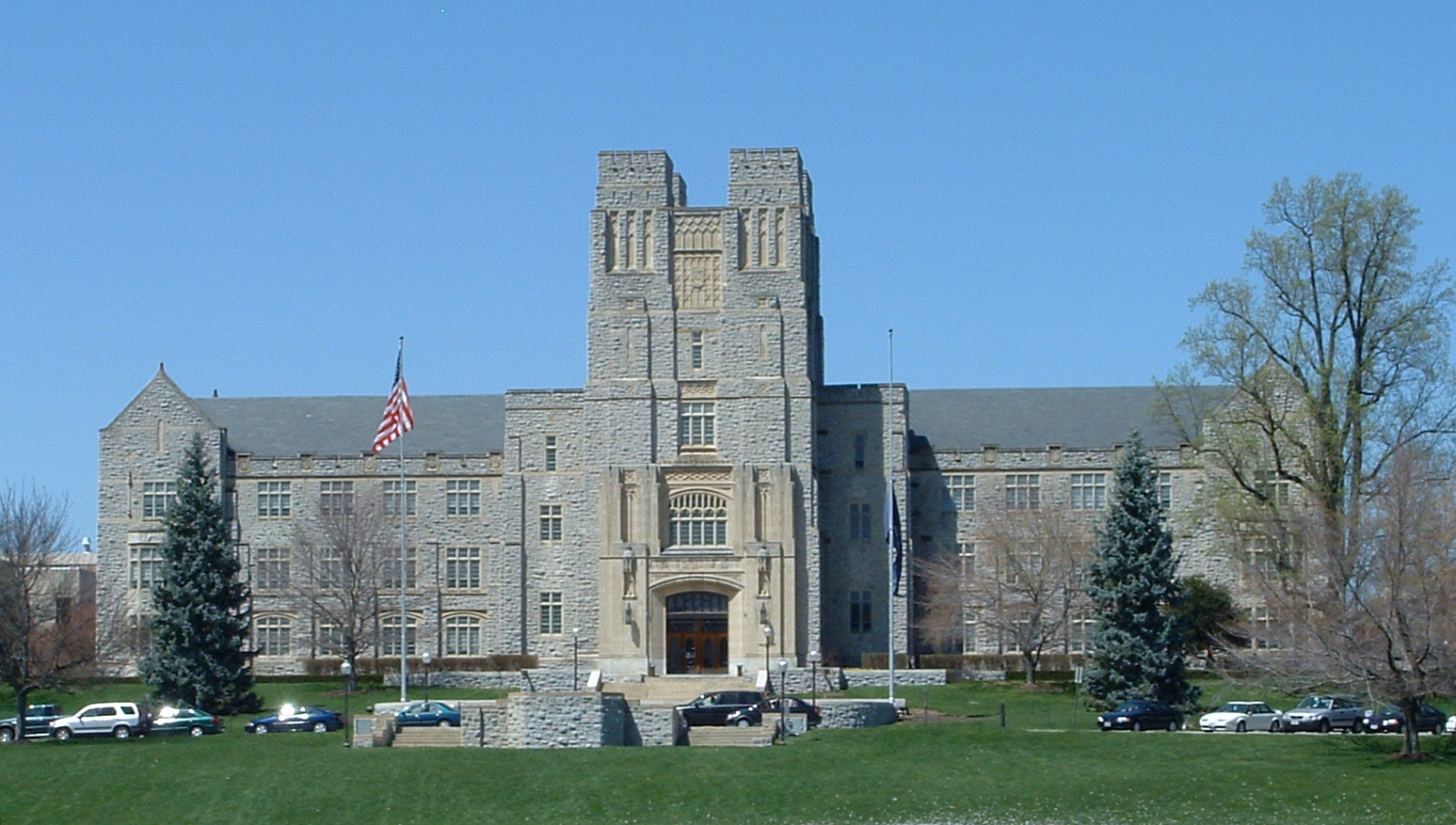
Один з відомих корпусів університету.

Політехнічний інститут і університет штату Вірджинія (англ. Virginia Polytechnic Institute and State University), також відомий як Вірджинський Тек (англ. Virginia Tech) — вищий навчальний заклад в місті Блексбург, штат Вірджинія, Сполучені Штати Америки. В університеті на різних факультетах навчається понад 30 тисяч студентів і працює майже півтори тисячі викладачів.
В складі університету є декілька факультетів, однак найкращими вважаються сільськогосподарський, інженерний, архітектурний, ветеринарний факультети, а також факультет лісництва. Вірджинія Тек — один з небагатьох публічних вищих навчальних закладів та університетів США, який також має у своєму складі військове училище (кадетську школу). Університет розташований на великій території і має близько ста різних будівель, гуртожитків та навчальних корпусів в місті Блексбург, Вірджинія.
Політехнічний інститут і університет штату Вірджинія також сумно відомий, як місце найбільшого масового розстрілу студентів в США, яке отримало назву «Вірджинська бійня». Під час трагедії, 16 квітня 2007 року, 23-річний корейський студент Чо Син Ху застрелив 32 студенти в одному з навчальних корпусів університету.